# Hydra the Revenge
Hydra the Revenge in Dorney Park & Wildwater Kingdom (Allentown, Pennsylvania, USA) ist eine Stahlachterbahn vom Modell Floorless Coaster des Herstellers Bolliger & Mabillard, die am 7. Mai 2005 eröffnet wurde.
Sie wurde an der Stelle im Park errichtet, wo zuvor die Holzachterbahn Hercules ihre Runde drehte.
Die gesamte Schiene ist grün lackiert.

## Fahrt
Im Gegensatz zu den meisten anderen Achterbahnen befindet sich die erste Inversion der Fahrt nicht erst nach der Abfahrt, sondern gleich nachdem der Zug die Station verlassen hat. Es ist eine Heartline-Roll. Erst danach wird der Zug auf 29 m Höhe gezogen, bevor er eine 31 m hohe Abfahrt hinab fährt. Hierbei erreicht der Zug eine Höchstgeschwindigkeit von 85 km/h, mit der er die nächste Inversion, den Inclined-Dive-Loop, durchfährt. Es folgen eine Zero-g-Roll, ein Korkenzieher, sowie eine Cobra-Roll, welche aus zwei Inversionen besteht. Als letzte Inversion wird ein weiterer Korkenzieher durchfahren.

## Züge
Hydra the Revenge besitzt zwei Züge mit jeweils acht Wagen. In jedem Wagen können vier Personen (eine Reihe) Platz nehmen. Die Fahrgäste müssen mindestens 1,37 m groß sein, um mitfahren zu dürfen. Als Rückhaltesystem kommen Schulterbügel zum Einsatz.